# 蒙古國伊斯蘭教

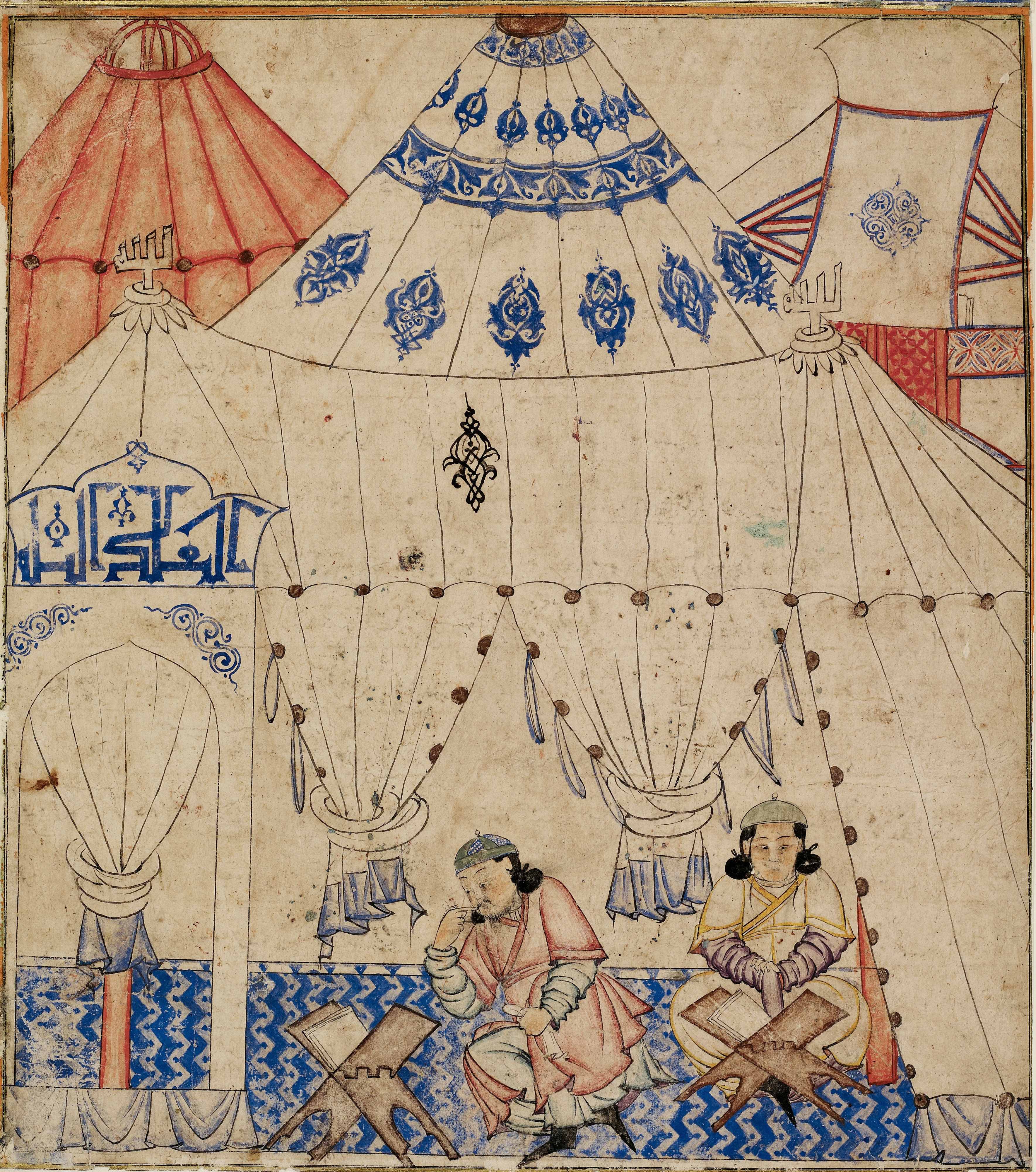
正在學習《古蘭經》的蒙古王子合贊

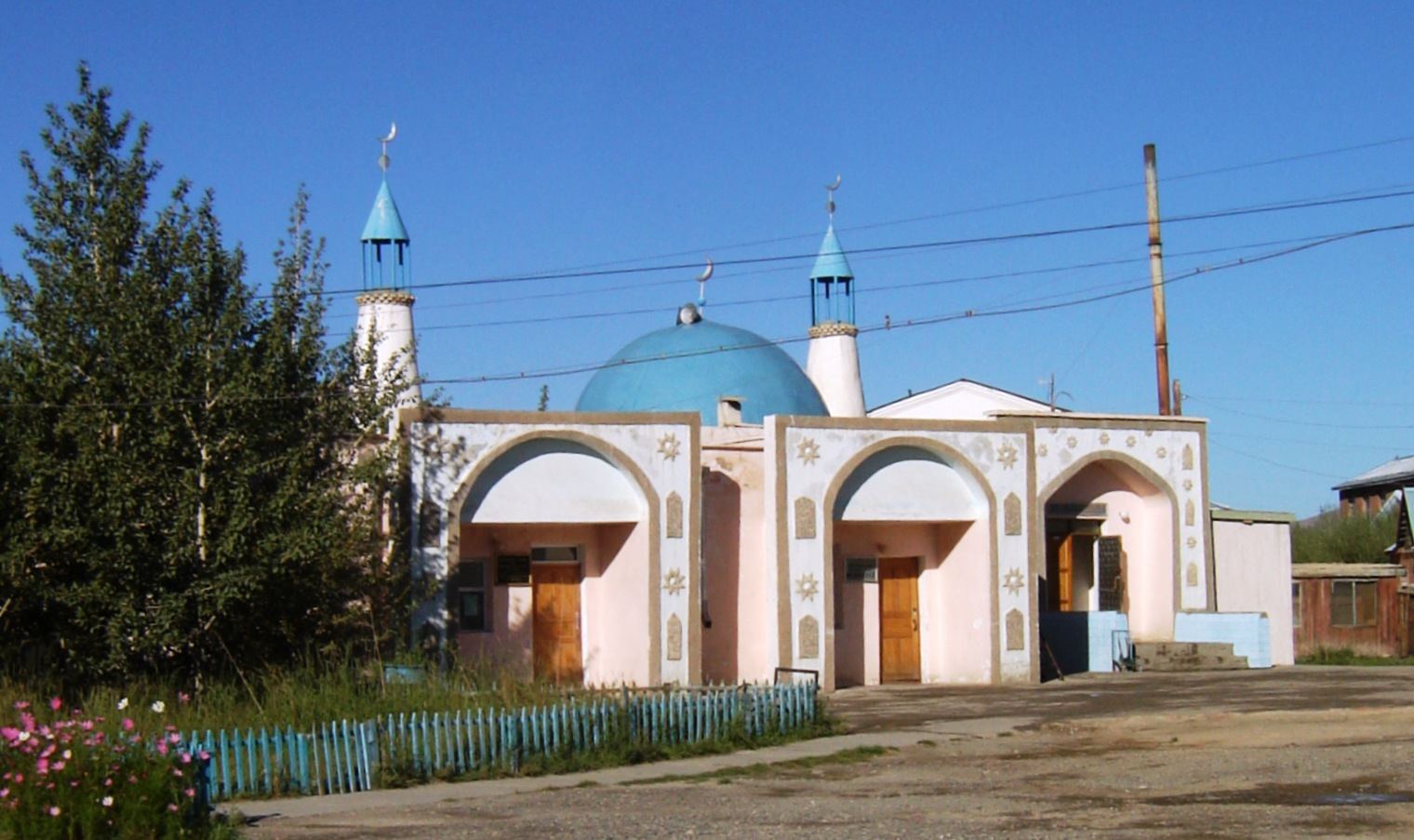
位於烏列蓋市的清真寺

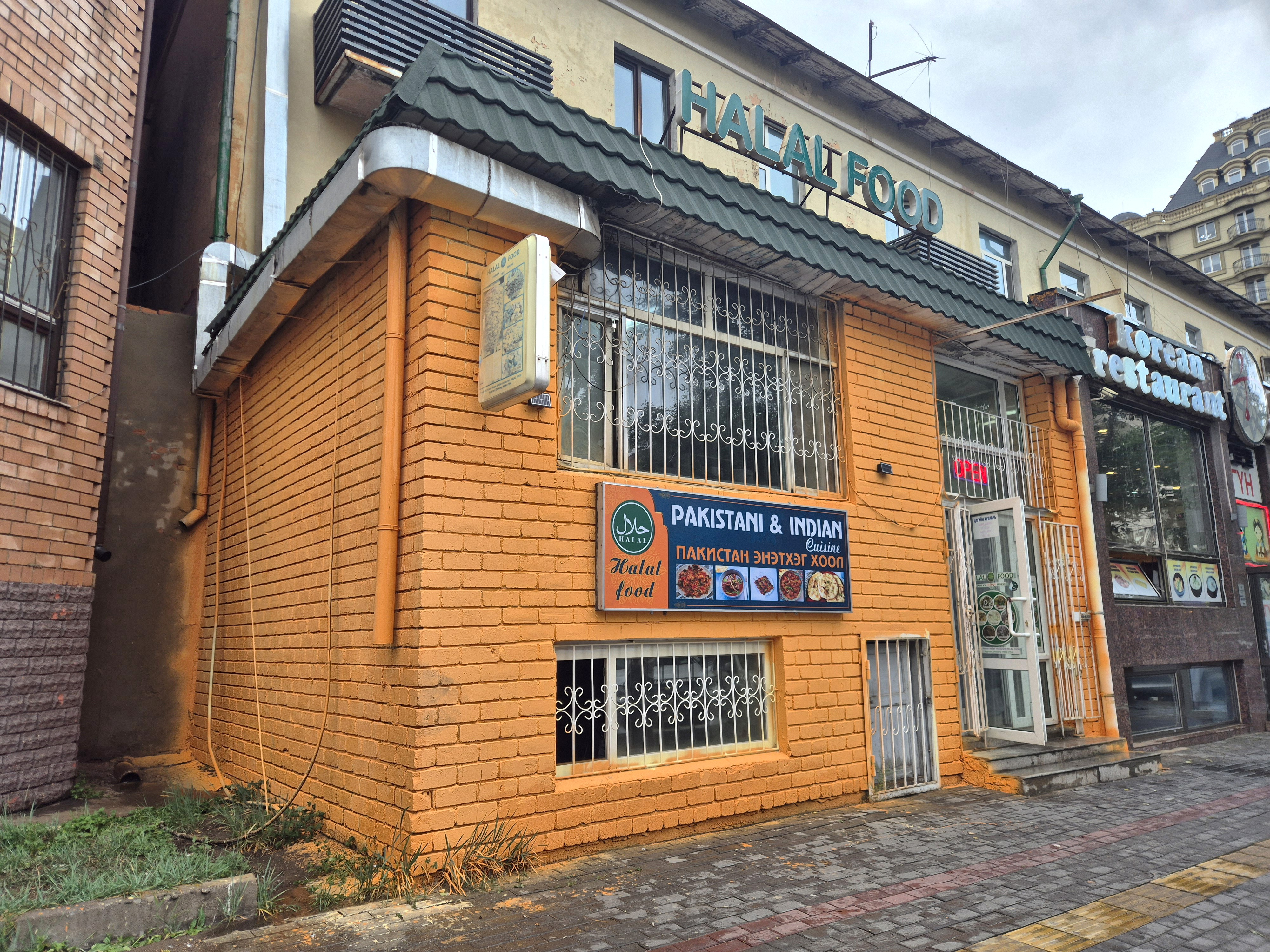
位於烏蘭巴托的一家清真餐廳

伊斯蘭教信徒在蒙古国佔了3-5%人口。主要是位於巴彥烏列蓋省（佔省總人口的88.7%）和科布多省（佔省總人口的11.5%，主要聚集在科布多城、科布多苏木及布揚特區）的哈薩克人，此外，一些小哈薩克人社區在全國各個城市和城鎮都可以找到。其他信奉伊斯蘭教的還有霍屯人與維吾爾人。
其中有一些蒙古穆斯林將佛教元素融合在他們的信仰中，甚至將釋迦牟尼視為第一位先知阿丹的同義詞，當然目前在當代並未不存在這個情況。

## 歷史

### 早期
蒙古最早出現伊斯蘭教的時間是在1254年，當時方濟各會的魯不魯乞訪問了蒙古大汗蒙哥的汗庭。他在一座景教教堂慶祝復活節，並注意到七座「偶像崇拜者」的寺廟（可能是佛教、印度教或道教的寺廟）和兩座清真寺。是以現在的歷史學家都將伊斯蘭教傳入蒙古的時間定在1222-1254年之間。在成吉思汗入侵阿富汗後。伊斯蘭教也受到蒙古人的關注。1222年，成吉思汗在凱旋回蒙的途中訪問了河中地區的布哈拉。據說他還詢問了伊斯蘭教的情況，後來他贊同了穆斯林的大多數信條，除了朝覲（他認為這是不必要的）以外，並且她之後仍然保持騰格里信仰。
成吉思汗與往後的元朝大汗們皆禁止穆斯林的清真屠宰之習俗，並將蒙古人屠宰牲畜的模式強加給他們，其他的限制性措施也繼續沿用，使得穆斯林們被迫秘密宰羊。成吉思汗直接稱穆斯林與猶太人為奴隸，並要求他們遵循蒙古的飲食方式，而非清真飲食方式，並禁止了割禮。猶太人也被蒙古人禁止用猶太飲食方式。

在所有（主體）外來民族中，只有回回說「我們不吃蒙古食物」。「我們借助長生天的力量安撫你們，你們是我們的奴隸。但你們卻不吃我們的食物，也不喝我們的飲料。怎麼可以這樣呢？」於是，他讓他們吃了起來。「你們如果宰了羊，你們將會被視同犯罪」為此，他還制定了該條例......（1279/80年，忽必烈統治期間）所有穆斯林都說：「如果別人宰了（牲畜），我們就是不吃」。因為窮人們對此感到不安，所以從現在起，穆苏鲁曼（穆斯林）回回，無論誰殺（牲畜），都得吃（牲畜），而必須停止自己宰羊，停止割禮。

成吉思汗之孫別兒哥在花剌子模德爾維希賽義夫·乌丁的努力下皈依了伊斯蘭教；別兒哥成為第一批皈依了伊斯蘭教的蒙古統治者之一。其他一些蒙古統治者皈依伊斯蘭教的原因也是因為與穆斯林妻子結婚的因素。後來马穆鲁克統治者拜巴爾一世在讓許多欽察汗國蒙古人皈依伊斯蘭教方面發揮重要作用。當時拜巴爾一世與欽察汗國建立了牢固的聯繫，並採取措施讓欽察汗國的能古人來到埃及。當他們來到埃及後有不少人都接受了伊斯蘭教。到了13世紀30年代，蒙古帝國的四大汗國中已經有三個成為穆斯林國家。他們分別為欽察汗國、伊兒汗國與察合台汗國。元朝方面也接收許多諸如波斯人等穆斯林。
雖然元朝汗庭將藏傳佛教作為其官方宗教，但大多數普通蒙古人，尤其是繼續生活於蒙古本土的蒙古人都仍然信仰薩滿教。元朝衰弱後，薩滿教再次成為主要宗教。不過其在不同程度上仍與穆斯林國家（如東察合台汗國）的政治與經濟關係保持聯繫。

### 近代
霍屯族穆斯林是在17-18世紀由準噶爾汗國從新疆遷移到蒙古西部的，他們現今大多住在烏布蘇省。少數維吾爾人也生活在蒙古，主要住在科布多省，也有少數住在巴彥烏列蓋省。
在清朝，中國穆斯林會因商業目的定居蒙古，並很快地為其社區發展宗教基礎設施。許多穆斯林都來自於華北地區。
十九世紀末，哈薩克族穆斯林開始在新疆北部與阿爾泰山脈一帶居住。這些哈薩克人大多來自克烈部與乃蠻部，其中許多都是為了逃避俄羅斯帝國與清朝的迫害。當1911年12月29日博克多汗於蒙古掌權後，這些在新疆北部與阿爾泰山脈的哈薩克人便尋求該國的庇護。

### 共產蒙古時期
巴彦乌列盖省為1940年蒙古人民共和國行政改革的一部分。由於歷史上的高出生率，蒙古的穆斯林人口在1956-1989年間快速增長。然而由於蘇聯解體後大量哈薩克人返回哈薩克，使得蒙古穆斯林人口在1990-19933年間呈下降趨勢。

## 現況
目前，信奉伊斯蘭教的人口主要集中在蒙古首都與西部。一些穆斯林人口占多數的城市包含烏蘭巴托（有90%的人口住在納來哈區的四號科霍魯）、中央省、色楞格省、額爾登特市、達爾汗市、布爾干市、沙林高勒苏木（佔總人口的17.1%）與貝爾赫。
| 年分   | 人口      | 百分比 |
| ------ | --------- | ------ |
| 1956年 | 36,729人  | 4.34%  |
| 1963年 | 47,735人  | 4.69%  |
| 1969年 | 62,812人  | 5.29%  |
| 1979年 | 84,305人  | 5.48%  |
| 1989年 | 120,506人 | 6.06%  |
| 2000年 | 102,983人 | 4.35%  |
| 2007年 | 140,152人 | 5.39%  |

## 清真寺
目前蒙古國內共有27座清真寺。

## 著名的蒙古族穆斯林
- 别兒哥，成吉思汗之孫，金帳汗國可汗，同時為第一位在該國確立伊斯蘭教的蒙古統治者[19]
- 合贊，伊儿汗國第七位統治者[20]
- 完者都，曾為基督徒，於1304年~1316年間統治伊儿汗國，為第八位統治者[21]
- 木八剌沙，察合台汗国乌鲁思部首领[22]
- 揑兀鲁思，在皈依伊斯兰教後為伊儿汗国的政治中发挥重要作用[23]
- 聶古迭兒，蒙古將領兼那顏[24]
- 那海，蒙古將軍，成吉思汗的曾孫[25]
- 答兒麻失里，篤來帖木兒之後的察合台汗国可汗
- 貼古迭兒，原為景教的伊儿汗國可汗
- 脱脱蒙哥，金帳汗國可汗[26]
- 禿忽鲁帖木兒，東察合台汗國可汗[27]
- 本雅失里，其在撒馬爾罕的帖木兒宮廷皈依伊斯兰教，又稱完者帖木兒汗

## 註腳
1. ↑  2010 Population and Housing Census of Mongolia. Data recorded in Brian J. Grim et al. Yearbook of International Religious Demography 2014. BRILL, 2014. p. 152
2. ↑  Muslim Population 的存檔，存档日期2011-08-10. Pewforum
3. 1 2 3  Finke, Peter. . Svanberg, Ingvar  (编). . London: Curzon. 1999: 103–109. ISBN 0-7007-1115-5.
4. ↑  . Edited by Willard Gurdon Oxtoby 2nd. Don Mills, Ontario: Oxford University Press. 2002: 434. ISBN 0-19-541521-3. OCLC 46661540.
5. ↑  Michael Dillon. . Richmond: Curzon Press. 1999: 24  [2010-06-28]. ISBN 0-7007-1026-4.
6. ↑  Johan Elverskog.  illustrated. University of Pennsylvania Press. 2010: 228  [2010-06-28]. ISBN 978-0-8122-4237-9.
7. ↑  Donald Daniel Leslie.  (PDF). The Fifty-ninth George Ernest Morrison Lecture in Ethnology: 12. 1998  [30 November 2010]. （原始内容 (PDF)存档于17 December 2010）..
8. 1 2  Arnold, Thomas Walker, The Preaching of Islam: a history of the propagation of the Muslim faith. Lahore: Sh. Muhammad Ashraf, 1896; pp. 192, 334
9. ↑  The Encyclopedia Americana, by Grolier Incorporated, p. 680
10. ↑  Sanders, Alan J.K.  3rd. Scarecrow Press. 2010: 386. ISBN 9780810874527.
11. ↑  Zhang, Shaodan. . International Journal of Islam in Asia. 2022, 2 (1): 44–69. ISSN 2589-9988. doi:10.1163/25899996-20221027.
12. ↑  Iwamura, Shinobu. . The Far Eastern Quarterly. 1948, 8 (1): 34. ISSN 0363-6917. doi:10.2307/2049481.
13. ↑  . U.S. Department of State.   [2023-10-19]. （原始内容存档于2020-02-17）.
14. ↑  . Central Intelligence Agency. September 12, 2022  [2023-10-19]. （原始内容存档于2021-01-09） –CIA.gov.
15. ↑   (PDF).   [2023-10-21]. （原始内容存档 (PDF)于2016-03-04）.
16. ↑  Sharyngol city review[永久]
17. ↑  "Монгол улсын ястангуудын тоо, байршилд гарч буй өөрчлөлтуудийн асуудалд" М. Баянтөр, Г. Нямдаваа, З. Баярмаа pp.57-70 的存檔，存档日期2009-03-27.
18. ↑  Sasongko, Agung.  [Mongolian Muslims and the Scarcity of Mosques]. Republika. 24 February 2019  [11 August 2023]. （原始内容存档于2023-08-16） （印度尼西亚语）.
19. ↑  De Weese, Devin A. Islamization and Native Religion in the Golden Horde, Penn State Press, 1 Sep 1994, ISBN 0-271-01073-8; p. 3
20. ↑  Mahmud Ghazan 的存檔，存档日期2008-01-03.. Encyclopædia Britannica. 2007. Britannica Concise Encyclopedia. 2 July 2007.
21. ↑  Limbert, J. W. (2004). Shiraz in the Age of Hafez: the glory of a medieval Persian city. Seattle: University of Washington Press. p. 87
22. ↑  Keene, H. G. A Sketch of the History of Hindustan from the First Muslim Conquest to the Fall of the Mughol Empire, London : W. H. Allen & Co., 1885
23. ↑  Khanbaghi, Aptin The Fire, the Star and the Cross:  minority religions in medieval and early modern Iran. London: I. B. Tauris, 2005 ISBN 1-84511-056-0; pp. 69-70
24. ↑  The Biographical Dictionary of the Society for the Diffusion of Useful Knowledge. 4 vols. London, 1842-1844. p. 226
25. ↑  Vásáry, p. 71
26. ↑  Martin, Janet Medieval Russia, 980-1584: 980-1584. Cambridge: Cambridge University Press, 1995; p. 171
27. ↑  Newman, Andrew J., ed. Society and Culture in the Early Modern Middle East. Leiden: Brill, 2003 ISBN 90-04-12774-7; p. 30